# 289116 Zurbuchen
289116 Zurbuchen este o planetă minoră (asteroid), cu un diametru de 3,136 km, din centura de asteroizi. A fost descoperită pe 11 octombrie 2004 la Observatorul Național Kitt Peak de Marc Buie⁠(d) și a fost numită după Thomas Zurbuchen⁠(d). 
Obiectul prezintă o orbită caracterizată de o semiaxă mare de 2,3505613300708 UAi, o excentricitate de 0,25224458081624, o înclinație de 6,1932535974032 ° în raport cu ecliptica.